# Valentinianus I

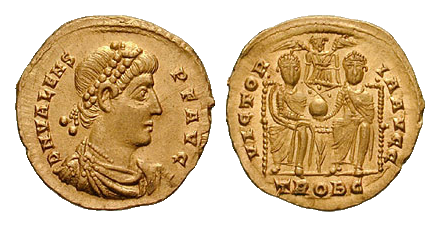
Valentinianus I

Valentinianus I (Flavius Valentinianus), född år 321 i Cibalis (dagens Vinkovci), Pannonien (dagens Kroatien), död 17 november 375 i Brigetio, var romersk kejsare 28 februari 364 – 17 november 375.
Valentinianus I utropades till romersk kejsare av romerska soldater år 364. Han utsåg efter en månad sin bror Valens till medkejsare. Valentinianus skulle styra västra delen av imperiet och brodern den östra. År 367 utsåg Valentinianus också sin unge son Gratianus till medkejsare. Valentinianus I införde under sin regeringstid religionsfrihet för att försöka övervinna den söndring som de olika religionerna vållade imperiet.
Valentinianus I hade många problem med sitt imperium, i Africa, Gallien, Britannien. År 375 tog han emot germaner från en stam som börjat ställa till problem. Den hetlevrade kejsaren blev ursinnig på dem och började skrika så pass att han spräckte ett blodkärl i huvudet och dog av följderna.